# Crise de confiança
Crise de confiança  corresponde a um sentimento coletivo de insegurança com relação ao futuro, gerando crenças ou expectativas de um acontecimento de natureza política ou econômica. Esse sentimento coletivo pode, por si mesmo, precipitar tal acontecimento ou, pelo menos, aumentar a probabilidade de que este venha ocorrer, como uma profecia auto-realizável, conforme descrito por Robert K. Merton.
A história fornece alguns exemplos em que a deterioração do estado de confiança, notadamente no contexto de bolhas especulativas, acabou por gerar pânico e desorganização dos mercados, colapso de instituições financeiras, contaminando toda a economia, e dando lugar a períodos de recessão, mais ou menos longos, ou mesmo de depressão. Alguns  episódios  notáveis de pânico bancário ocorreram:
- durante a Grande Depressão (anos 1930), nos Estados Unidos;
- durante a crise econômica argentina (1998-2002); o corralito foi utilizado pelo ministro da economia para deter o fenômeno;
- em setembro de 2007, uma mini corrida bancária envolveu a instituição britânica de crédito hipotecário Northern Rock, no contexto da Crise do subprime.
- em julho de 2008, a falência do banco IndyMac (Califórnia) provocou uma corrida dos depositantes aos guichês de caixa.

As decisões sobre a realização de investimento produtivo dependem  das previsões acerca dos lucros futuros e do estado de confiança nessas previsões ou expectativas. A formação de expectativas e a constituição de um certo "estado de confiança" resultam da observação empírica  dos mercados e da psicologia dos negócios.  Com base no  chamado "estado de expectativas" os agentes irão basear suas decisões. 
Na ausência do  pleno conhecimento acerca de eventos que ainda estão por acontecer ou por imprecisão acerca da maneira como a economia funciona ou de  como será afetada por ações de política econômica, os agentes formam expectativas com algum grau de confiança. 
A incerteza é definida "... como uma situação na qual o conhecimento, devido à escassez de evidência, é incompleto ou não confiável como guia de conduta". Conforme observado por Keynes, a incerteza é um elemento do processo de formação das expectativas que não pode ser avaliado objetivamente. Assim, a variável relevante será o grau de confiança que os agentes atribuem às expectativas.
Nos momentos de incerteza ou de baixo grau de confiança nas expectativas, a decisão de investir é comprometida: os agentes preferem a liquidez da moeda a se arriscar em novos investimentos. A queda do nível de investimento restringe o crescimento da renda e do emprego, reforçando as expectativas pessimistas.
Na Teoria Geral do Emprego, do Juro e da Moeda (1936), Keynes  defende que o investimento se expande até o ponto em que a eficiência marginal do capital (EMK) ou a expectativa de lucro se iguala à taxa de juros de curto prazo. Para o autor,  quando ocorre uma crise de confiança na economia, nem mesmo um aumento de liquidez é capaz de reativar o investimento. 

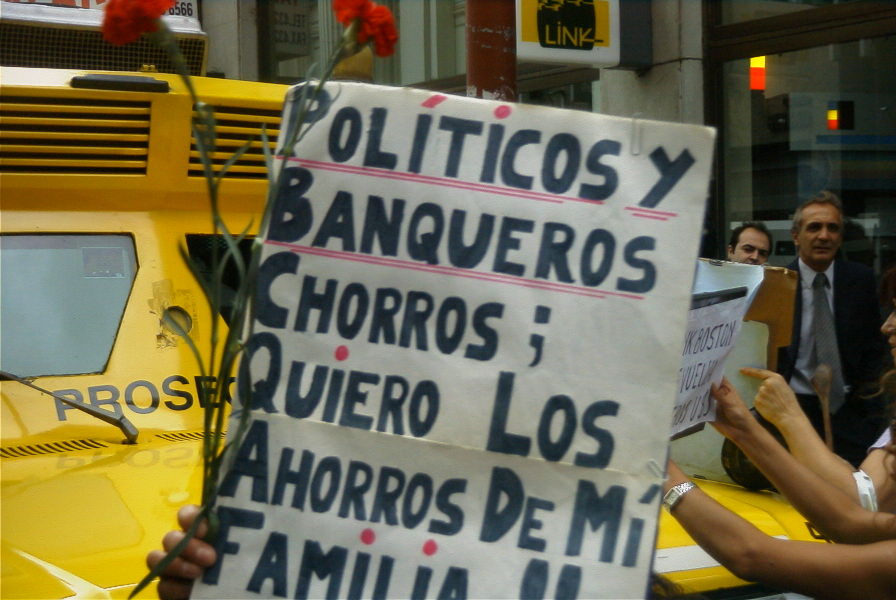
Manifestação contra o "corralito". Buenos Aires, 2002.

Nesse sentido, a reputação, a credibilidade e a transparência das autoridades governamentais -  particularmente da autoridade monetária - são essenciais.  Se a autoridade monetária tem uma boa reputação e atua de forma transparente, implementando  políticas consideradas adequadas, ela pode melhorar o "estado de expectativa" do setor privado, estimulando a realização de investimentos em ativos fixos - isto é, promovendo a troca de ativos líquidos por ativos menos líquidos.
Se os agentes econômicos têm maior acesso à informação acerca da economia, a confiança tende a aumentar. A transparência da autoridade monetária é um elemento essencial para reduzir o nível de incerteza na economia, já que atenua a existência de informação assimétrica entre autoridade monetária e demais agentes econômicos.
Para os keynesianos, portanto, a formação de expectativas e o nível de confiança dos agentes econômicos depende, em grande medida da autoridade monetária. As expectativas das empresas sobre a demanda futura são, por sua vez, determinantes das decisões de produção e investimento, as quais afetam decisivamente o nível do emprego e da produção. 

## Crise financeira e crise de confiança
Um quadro de crise financeira sistêmica só se configura se a crise de crédito der origem a uma crise de confiança.
A crise de confiança se manifesta pelo rápido aumento da preferência pela liquidez, ou seja, as pessoas preferem liquidar seus ativos financeiros, transformando-os rapidamente em dinheiro vivo. 
Se essa tendência não for rapidamente contida por uma política macroeconômica capaz de restaurar a confiança, desencadeia-se um comportamento de manada, isto é,  mesmo as pessoas que ainda não têm razões objetivas para se desfazer dos seus ativos, tornam-se também vendedores apressados, apenas porque os que já sofreram
perdas estão agindo assim. Esta prevenção individual, porém, em vez de proteger os
portfólios, acaba por levar à deflação de todos os ativos em poder do público, ampliando  a crise, que se espalha pela economia e contamina a própria economia real. 
A sequência de falências, intervenções e vendas sob estresse tende a espalhar a desconfiança e o medo não só no mercado financeiro, mas na sociedade em geral, que passa a temer por suas economias, já que não tem informação segura sobre qual vai ser a "bola da vez".
As instituições sobreviventes também se retraem porque compartilham o clima de temor e desconfiança, e porque sua capacidade de empréstimo diminui quando seu capital se contrai. Bancos e financeiras passam a emprestar menos, empresas se veem sem capital de giro para produzir e consumidores deixam de adquirir bens duráveis porque não há crédito. Em
suma, a economia real começa a esfriar, há uma desaceleração do crescimento econômico se desacelera ou pior - uma contração, com aumento do desemprego e risco de recessão.

## Animal spirits
A noção de animal spirits, segundo a visão keynesiana, remete a uma espécie de intuição que influencia  o comportamento dos agentes econômicos e pode ser medida em termos de confiança do consumidor. A confiança é parte ou está incluída nesses "espíritos animais". Essencialmente, na visão de Keynes, o funcionamento da vida econômica depende do estado de ânimo dos agentes e de suas expectativas, que não têm necessariamente uma base lógica, mas derivam, em grande medida, do  clima político e social. Na sua Teoria Geral. O texto de Keynes é:
"Além da instabilidade devida à especulação, existe a instabilidade inerente à natureza humana, de modo que uma grande proporção de nossas atividades positivas  depende mais do otimismo espontâneo do que de expectativas matemáticas, quer sejam morais, hedonísticas ou econômicas. Provavelmente, a maior parte das nossas decisões de fazer algo positivo, cujas consequências somente serão completamente conhecidas muitos dias depois, só pode ser tomada como resultado dos espíritos animais - um estímulo espontâneo para a ação, em vez da inação - e não como resultado de uma média ponderada dos benefícios multiplicada pela probabilidade."